# Helen Chadwick (Bildhauerin)
Helen Chadwick (* 18. Mai 1953 in London, Vereinigtes Königreich; † 15. März 1996 ebenda) war eine britische Fotografin, Bildhauerin, Installationskünstlerin und Hochschullehrerin. Sie war 1987 eine der ersten Künstlerinnen, die für den Turner Prize nominiert wurde.

## Leben
Chadwick war die Tochter eines Eisenbahners aus Ost-London und einer griechischen Mutter. Sie besuchte die Croydon High School: Nach der Trennung ihrer Eltern studierte sie am Croydon College. Von 1973 bis 1976 studierte sie Kunst am Brighton Polytechnic. Für ihre Abschlussausstellung 1976 produzierte Chadwick eine extravagante halbstündige Performance mit dem Titel Domestic Sanitation: Sie und drei Freundinnen, eingehüllt in Latexkostüme, saugten, wischten Staub und unterzogen sich gynäkologischen Untersuchungen in einem kerkerartigen Wohnzimmer, während Donny Osmond und eine amerikanische Stimme, die Schönheitsprodukte anpries, aus einem Radio knisterten. Frühe Projekte aus ihrer Studienzeit zeigen eine feministische Perspektive, die von Kritik und Humor geprägt ist. Ihre Mixed-Media-Arbeit Menstrual Piece (1976) und die Performance Domestic Sanitation (1976) beschäftigen sich damit, wie Geschlechterrollen durch architektonische Räume bzw. Kleidung verstärkt bzw. in Frage gestellt werden.

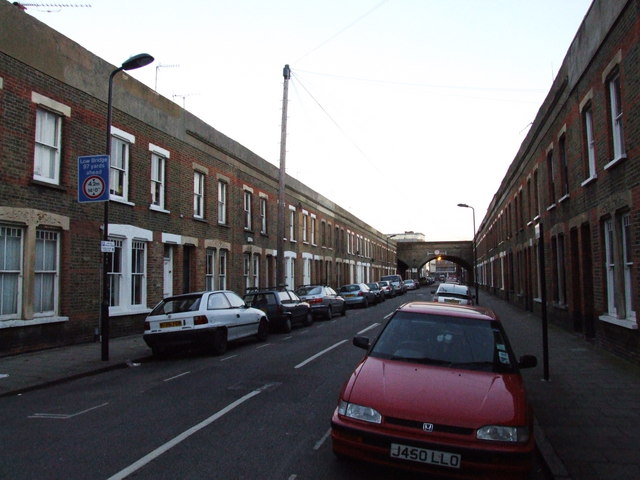
Beck Road, Hackney, wo Chadwick lebte

Aufgrund des Erfolgs ihrer Abschlussausstellung setzte Chadwick im folgenden Jahr ihr Masterstudium an der Chelsea School of Art in London fort. Zusammen mit einer großen Gruppe von Bohemiens, darunter der Bildhauerin Debbie Duffin (* 1953) und der Musiker Genesis P-Orridge, besetzte sie ein Haus in einer Reihe viktorianischer Reihenhäuser in Londons halb verfallener Beck Road, die ursprünglich abgerissen werden sollte. Das Gemeinschaftsgefühl der Künstler, die in diese Straße zogen, war so stark, dass sie gemeinsam die Inner London Education Authority davon überzeugten, die Häuser zu vermieten, anstatt sie abzureißen. Infolgedessen wurde der Ort zu einem Zentrum von Heimstudios, in denen Künstler Materialien, Techniken und Ideen austauschten und enge familiäre Bindungen entwickelten. Für ihr Master-Abschlussprojekt In the Kitchen (1977) schuf Chadwick tragbare Skulpturen, die Haushaltsgeräte darstellten und die sie aus Metallrahmen und weichen PVC-„Häuten“ anfertigte. Diese Objekte dienten gleichzeitig als Kostüme, die Chadwick und ihre Studienkollegen bei Aufführungen vor Live-Publikum und der Kamera trugen.
Nach ihrem Abschluss begann Chadwick an Kunstschulen in London zu unterrichten, darunter von 1985 bis 1990 bei Goldsmiths, University of London, wo sie mit ihren Kollegen Mark Wallinger, Michael Craig-Martin und Judith Cowan (* 1954) zusammenarbeitete. Von 1985 bis 1995 unterrichtete sie am Chelsea College of Arts, von 1987 bis 1995 am Central Saint Martins College of Art and Design und von 1990 bis 1994 am Royal College of Art. Während dieser Zeit betreute sie eine jüngere Generation von Künstlern, darunter Mitglieder der Young British Artists.

## Werke

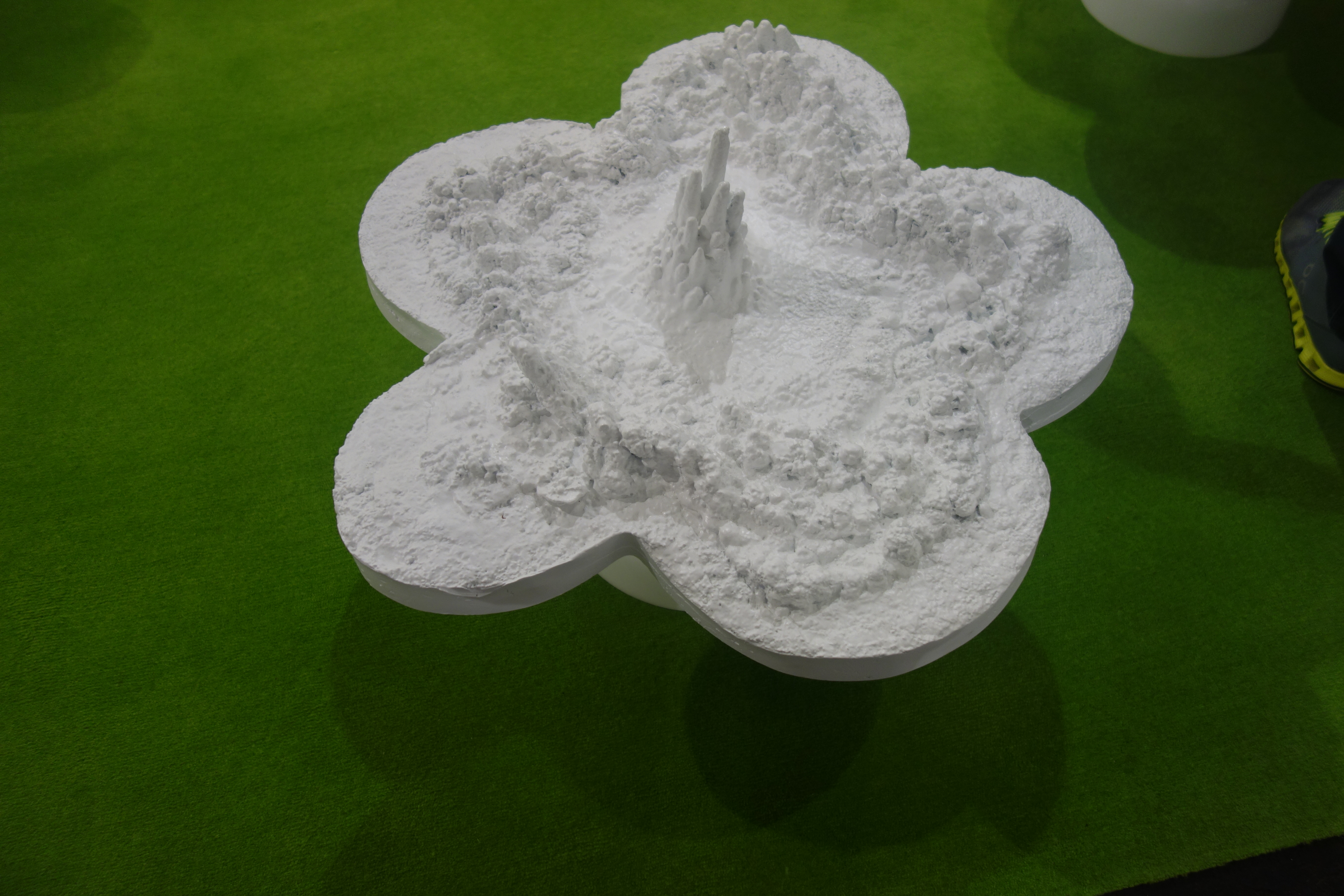
Helen Chadwick Piss Flowers, 1991–92, Art Basel 2018, Schweiz

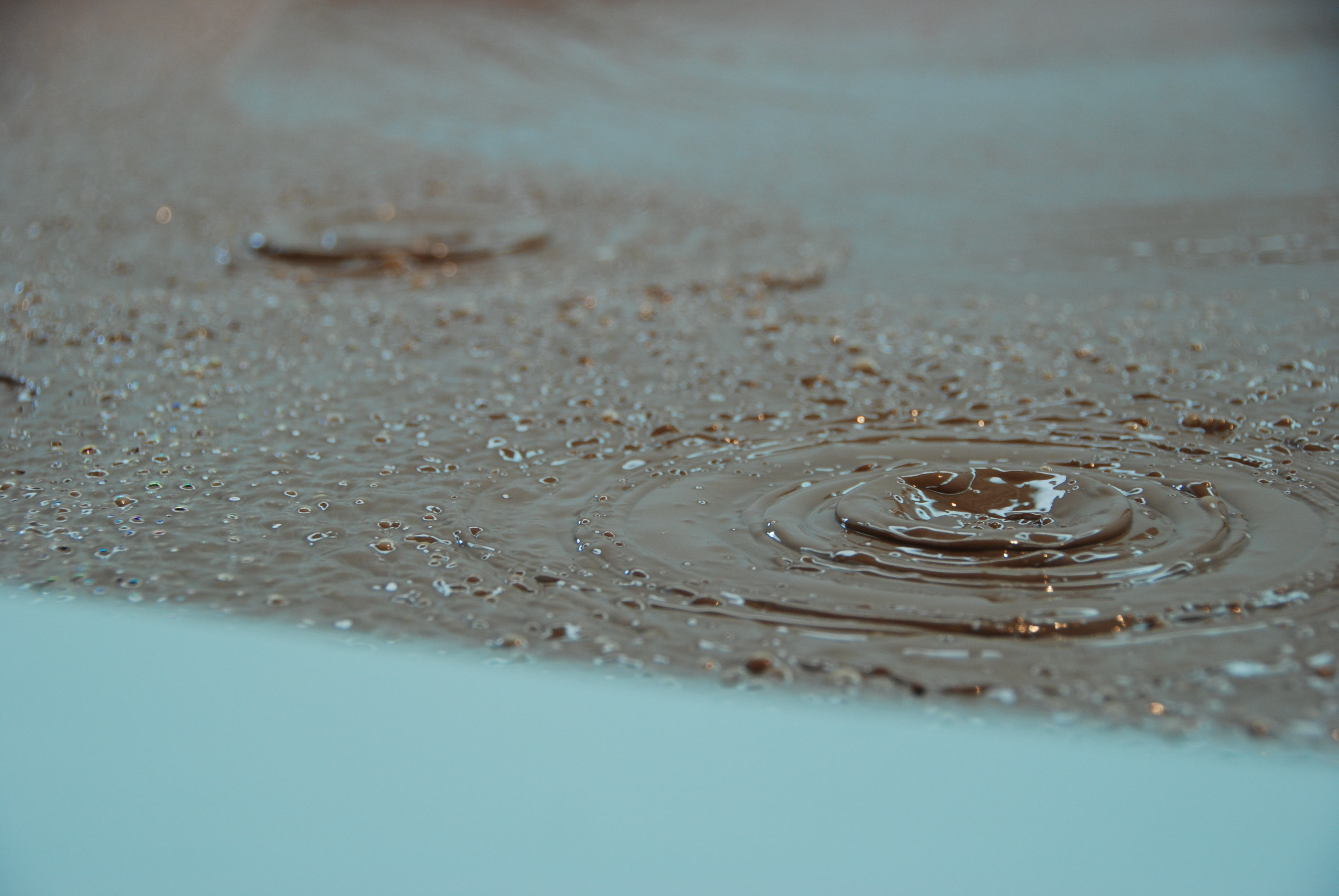
Cacao von Helen Chadwick

Ab 1977 stellte Chadwick regelmäßig aus und baute sich einen Ruf als Künstlerin auf, so durch die Aufnahme ihres Werks Ego Geometria Sum (1983) in eine Gruppenausstellung mit dem Titel Summer Show I (1983).
Nach einer selbsternannten „soziologischen Phase“ in ihrer Praxis begann Chadwick ein autobiografisches Projekt, das ihren eigenen Körper und ihre Erfahrungen neu in den Mittelpunkt rückte. In Ego Geometria Sum (1982–1983) konstruierte Chadwick eine Serie von zehn Holzskulpturen, von denen jede eine andere Lebensphase darstellt, dargestellt durch geometrische Formen, auf die fotografische Bilder gedruckt sind.
1986 wurde The Oval Court im Londoner Institute of Contemporary Arts (ICA) gezeigt, eine Installation, die Fotokopien von Chadwicks sich windendem nackten Körper mit verschiedenen Früchten und Tieren vor einem lebhaften Hintergrund in Yves Klein-Blau kombinierte. Im selben Raum stellte sie Carcass aus, einen Glasturm aus verrottendem Garten- und Haushaltsabfall, den ihre Nachbarn in der Beck Road zusammengetragen hatten. Als der Turm zerbrach und zehn Gallonen gärenden braunen Schleims in die Galerie strömten, erhielt Chadwick enorme Medienaufmerksamkeit. Im folgenden Jahr war sie die erste weibliche Nominierte für den renommierten britischen Turner Prize.
Als ihre Arbeit zunehmend Anerkennung fand, nahm sie auch Auftragsarbeiten an. Sie fertigte 1989 den Druck Anatoli für das King’s Fund Hospital Project an. Anatoli, benannt nach einer Stadt in der griechischen Heimat ihrer Mutter, scheint eine Sonne über einem zerklüfteten Berggipfel darzustellen, erinnert aber auch optisch an ihr Polaroid-Foto Meat Abstract No. 1 (1989), Teil einer größeren Serie, die Tierfleisch mit Alltagsgegenständen wie Glühbirnen und Textilien zeigt.
Gegen Ende der 1980er Jahre wandte sich Chadwick von der Fokussierung auf das Äußere des Körpers ab und beschäftigte sich stattdessen mit dessen Innerem, indem sie sich mit Embryonen und Zellgewebe auseinandersetzte. Sie setzte ihre Untersuchung der Zusammenhänge zwischen Pflanzenleben und menschlichem Körper fort und schuf ihr ikonisches Werk Piss Flowers (1991–1992/2016), indem sie mit ihrem Partner David Notarius in den Schnee urinierte und anschließend die von der warmen Flüssigkeit hinterlassenen Vertiefungen in Gips und später in Bronze goss. Ein Gedicht mit dem Titel Piss Posy, das sie als Reaktion auf das Werk schrieb, betont dessen skurrile Respektlosigkeit.
1993 hatte Chadwick ihre Einzelausstellung Effluvia in der Serpentine Gallery in London. Dort stellte sie einige ihrer bedeutendsten Werke aus, darunter Piss Flowers und den großen Schokoladenbrunnen Cacao. Die Ausstellung erregte große Aufmerksamkeit bei Publikum und Presse.
Als Rückzugsmöglichkeit kaufte Chadwick ein verfallenes Haus oberhalb des Heimatdorfs ihrer Mutter auf der griechischen Peloponnes und verbrachte dort in den Sommermonaten regelmäßig ihren Urlaub. 1995 nahm sie eine Stelle als Assistentin in der Abteilung für künstliche Befruchtung am King’s College Hospital in London an. Sie fotografierte IVF-Embryonen, die nicht eingepflanzt werden konnten, und begann mit der Produktion einer Serie Unnatural Selection. Nur wenige Tage nach Abschluss der Serie starb Chadwick 1996 im Alter von 42 Jahren plötzlich an einem Herzinfarkt.
Fast zehn Jahre nach ihrem Tod fand 2004–2005 in der Barbican Art Gallery in London eine umfangreiche Retrospektive statt, die anschließend auch in der Liljevalch Konsthall in Stockholm, dem Trapholt Museum for Modern Art and Design und der Manchester Art Gallery gezeigt wurde.

## Nachlass
Sie hinterließ Stapel von Notizbüchern und eine große Sammlung kommentierter Bücher. Sie dokumentierte ihren künstlerischen Prozess akribisch, was zu einem umfangreichen Archiv führte, das heute im Henry Moore Institute untergebracht ist.

## Auszeichnungen
- 1980: Council of Great Britain’s Film Distribution Award
- 1981: Greater London Arts Association’s Visual Arts Major Award
- 1984: Greater London Arts Grant
- 1986: Artist in Residence, Birmingham City Museum & Art Gallery
- 1987: Shortlisted for the Turner Prize
- 1988: Artists in National Parks Scheme, Victoria and Albert Museum
- 1990: The Bill Brandt Award
- 1991: Artist in residence, Banff Centre
- 1995: Artist in residence, The Arts Catalyst, King’s College Hospital, London
- 1995: transatlantischer Prestigepreis des New Yorker Museum of Modern Art

## Ausstellungen

### Einzelausstellungen (Auswahl)
- 1978: Train of Thought, Acme Gallery, London. Diese Ausstellung reiste zur Spectro Gallery in  Newcastle und zur Ikon Gallery in Birmingham
- 1978: In the Kitchen, Chelsea School of Art
- 1981: Model Institution, Newcastle Polytechnic Art Gallery, Newcastle
- 1982: Fine Art/Fine Ale, Sheffield Polytechnic Art Gallery, Sheffield
- 1983: Portraits Out of Placements, Spectro Gallery, Newcastle
- 1983: Growing Up, National Portrait Gallery, London
- 1985: Ego Geometria Sum, Aspex Gallery, Portsmouth, und Riverside Studios, London[6]
- 1986: Of Mutability, Institute of Contemporary Arts, London
- 2004: A Retrospective, Barbican Art Gallery, London
- 2012: Wreaths to Pleasure, Henry Moore Institute, Leeds
- 2013: Piss Flowers, Frieze Sculpture Park, London
- 2013: Works from the Estate, Richard Saltoun Gallery, London
- 2014: Bad Blooms, Richard Saltoun Gallery, London
- 2022: On Sexuality: Helen Chadwick & Penny Slinger, Richard Saltoun Gallery, London
- 2024: Helen Chadwick, Société, Berlin[7]
- 2025: Helen Chadwick: Life Pleasures, Wakefield Gallery, London[8]